# Colégio Teresiano de Barcelona

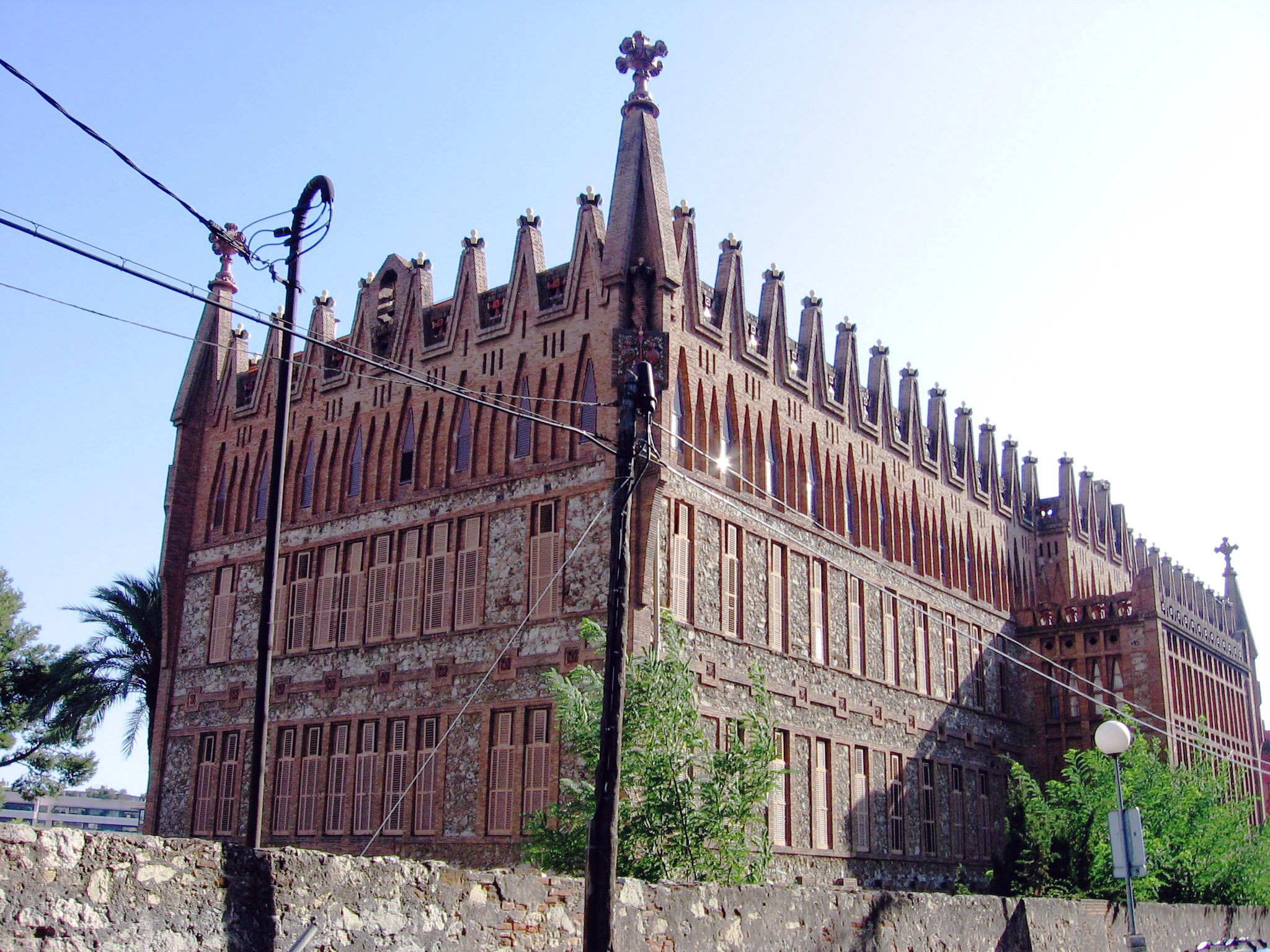
Colégio das Teresianas.

O Colégio Teresiano ou Colégio das Teresianas é um edifício da autoria do arquiteto modernista Antoni Gaudí, construído entre 1888 e 1889. Situado na antiga localidade de Sant Gervasi de Cassoles (atualmente incorporada no distrito de Sarrià-Sant Gervasi de Barcelona), foi encomendado pelo padre Enric d'Ossó i Cervelló para alojar um colégio e o convento da Companhia de Santa Teresa de Jesus, que ele próprio havia fundado. Em 1969, foi nomeado Monumento Histórico Artístico de Espanha.

## História e descrição
A construção iniciou-se em setembro de 1888 sob a direção do arquiteto Joan Baptista Pons i Trabal, mas por razões desconhecidas o encargo do projeto passou para Gaudí em março de 1889. Pons i Trabal realizou pouco mais do que as fundações do edifício, o que impediu Gaudí de modificar a planta retangular do edifício mas não o seu projeto estrutural, com quatro pisos.

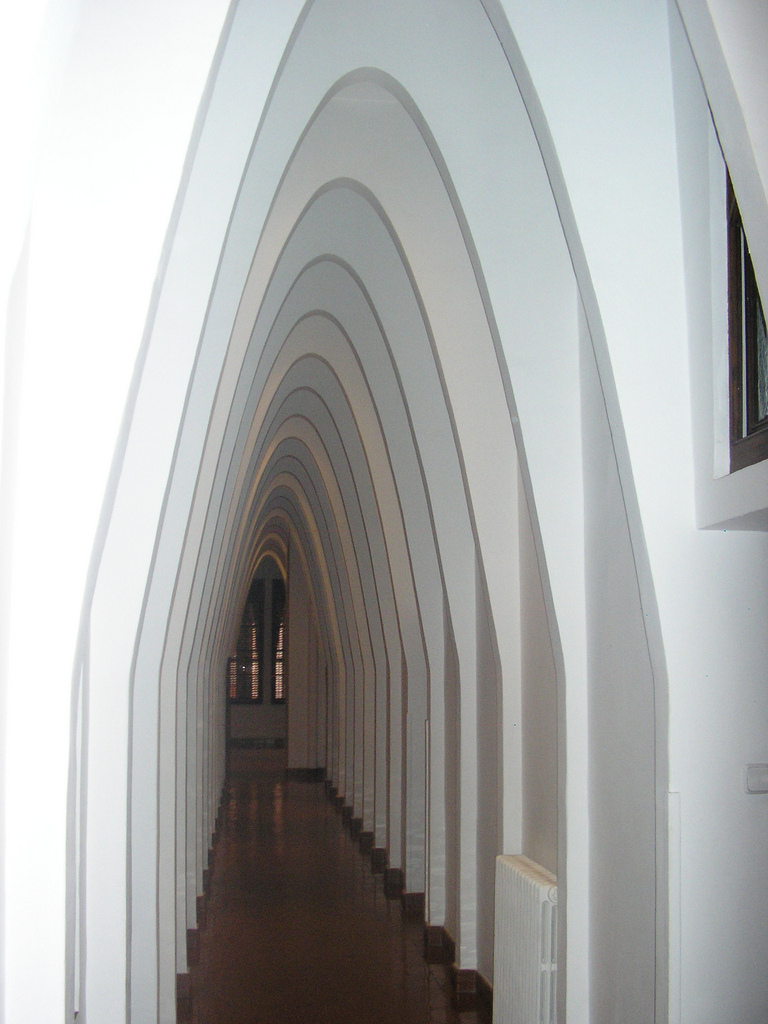
Corredor com arcos parabólicos no interior do colégio.

Gaudí cumpriu a vontade da ordem religiosa em fazer um edifício de aspeto austero, em cumprimento do seu voto de pobreza, projetando um edifício sombrio, com tijolo à vista por fora e alguns elementos em tijolo por dentro. Com o argumento de que os tijolos não eram caros e de que não havia grande diferença de custo em os colocar de uma forma ou de outra, foi criando elementos decorativos onde foi possível, tanto no exterior como no interior. Na fachada incorporou também grades em ferro forjado, um dos seus materiais preferidos, e coroou-a com um conjunto de merlões que fazem lembrar um castelo, uma possível alusão à obra de Santa Teresa de Jesus, O Castelo Interior. Conta-se que perante a insistência do padre Ossó para que não ultrapassasse o orçamento, Gaudí lhe terá dito: "Cada um a seu dono, padre Enric; eu a fazer casas, você a fazer missas."
Nos cantos do edifício existem pináculos de tijolo com uma coluna helicoidal coroada por uma cruz gaudíniana de quatro braços, e nas fachadas existem escudos de cerâmica com diversos símbolos alusivos à ordem teresiana: o monte Carmelo coroado com uma cruz, o coração da Virgem Maria coroado com espinhos e o de Santa Teresa atravessado por uma flecha. Originalmente, os merlões eram rematados por uns capelos de cerâmica vermelha, em alusão ao Doutoramento da Igreja de Santa Teresa, mas estes foram destruídos em 1936 durante a Guerra Civil Espanhola. Os espaços entre os merlões são decorados com peças cerâmicas cuja forma lembra um "T".
O acesso ao interior do colégio é feito através de um alpendre constituído por um arco parabólico e um portão de ferro forjado com a representação do coração da Virgem Maria e do de Santa Teresa, coroados por uma cruz. Os corredores no interior são famosos pela sucessão de arcos parabólicos altos e estreitos que os compõem, que não só suportam os pisos superiores como aproveitam e distribuem a luz proveniente dos dois pátios interiores, que possibilitam a entrada de luz natural a todos os pisos graças ao seu formato afunilado.
Durante a construção, imbuído do ambiente de recolhimento e meditação do colégio, Gaudí concebeu dois curiosos elementos construtivos: entre a colunata do primeiro piso, deixou um pilar com um metro de altura sem qualquer tipo de remate ou decoração; quando questionado sobre o assunto, disse que representava Deus, pelo que não necessitava de qualquer adorno. Gaudí deixou também a escada que subia para o segundo piso nesse local incompleta, situando o acesso ao piso superior noutro sítio; desde então existe uma escada com catorze degraus que não conduz a lado nenhum.
Gaudí desenhou também o jardim do colégio, em estilo naturalista, composto por palmeiras e pinheiros rodeados por caminhos e bancos de pedra; grande parte do mesmo desapareceu durante a construção da circular rodoviária interna de Barcelona, a Ronda del Mig. Gaudí projetou ainda uma capela para o colégio em 1908, que não chegou a realizar-se devido a desacordos com a madre superiora do convento; a atual capela, em estilo neogótico, é obra de Gabriel Borrell i Cardona.